# Никитинская (Бабаевский район)
Ники́тинская (вепс. Rod'k) — деревня в Бабаевском районе Вологодской области России.
Входит в состав Пяжозерского сельского поселения, с точки зрения административно-территориального деления — в Пяжозерский сельсовет.
Расстояние по автодороге до районного центра Бабаево — 120,3 км, до центра муниципального образования посёлка Пяжелка — 19,3 км. Ближайшие населённые пункты — Алексеевская, Григорьевская, Заречье, Красная Гора, Макарьевская, Погорелая, Тарасовская, Яковлевская.
По переписи 2002 года население — 4 человека, все — вепсы.